# 이시테가와코엔역
이시테가와코엔역(일본어: 石手川公園駅)은 일본 에히메현 마쓰야마시에 위치한 이요 철도 요코가와라 선의 철도역이다. 역 번호는 IY 11이며, 단선 승강장 1면 1선의 구조를 갖춘 지상역이다.

## 타는 곳
| 1 | ■ 요코가와라 선 | 상행 | 마쓰야마시 방면                     |
| 1 | ■ 요코가와라 선 | 하행 | 구메 · 우메노모토 · 요코가와라 방면 |

## 역 주변
- 이시테 강
- 이시테가와 공원
- 마쓰야마 간호 전문 학교
- 마쓰야마 시 치과 의사회
- 일본 공산당 에히메 현 위원회

## 역사
- 1972년 6월 14일 : 개업.

## 인접 역
| 이요 철도 요코가와라 선          | 이요 철도 요코가와라 선 | 이요 철도 요코가와라 선            |
| -------------------------------- | ----------------------- | ---------------------------------- |
| IY 10 마쓰야마시 마쓰야마시 방면 | ■ 요코가와라 선         | 이요타치바나 IY 12 요코가와라 방면 |